# الکساندرو ساوولسکو
الکساندرو ساوولسکو (رومانیایی: Alexandru Săvulescu; ۸ ژانویهٔ ۱۸۹۸ – ۱۱ دسامبر ۱۹۶۱) مربی فوتبال اهل رومانی بود.
وی سرمربی  تیم ملی فوتبال رومانی در جام جهانی فوتبال ۱۹۳۸ بوده‌است.